# Anadara notabilis
Anadara notabilis (nomeada, em inglêsː eared ark; na tradução para o portuguêsː "arca orelhuda") é uma espécie de molusco Bivalvia marinho litorâneo da família Arcidae, classificada por Peter Friedrich Röding em 1798; descrita como Arca notabilis. Habita fundos de costas arenosas (de areias finas, grossas e cascalho) e lodosas do oeste do oceano Atlântico, em águas da zona entremarés até os 50 ou 75 metros de profundidade (o Museu Nacional afirma que vivem aderidos a pedras e corais no infralitoral, até os 140 metros). Pode ser encontrada nos sambaquis brasileiros, embora sua importância antropológica seja desconhecida.

## Descrição da concha
Anadara notabilis possui concha oblonga e alongada, pesada e robusta, com 6.6 centímetros de comprimento e 4.5 centímetros de altura, quando bem desenvolvida. Suas valvas são desiguais, sendo uma valva um pouco maior que a outra, com umbos bem separados; possuindo de 23 a 26 costelas radiais fortes e bem visíveis, com um perióstraco castanho e quebradiço encobrindo sua superfície opaca de coloração branca. Interior das valvas branco. Segundo estudo pela Universidade Federal de Pernambuco, "das espécies de Arcidae, Anadara notabilis (Röding, 1789) atinge as maiores dimensões".

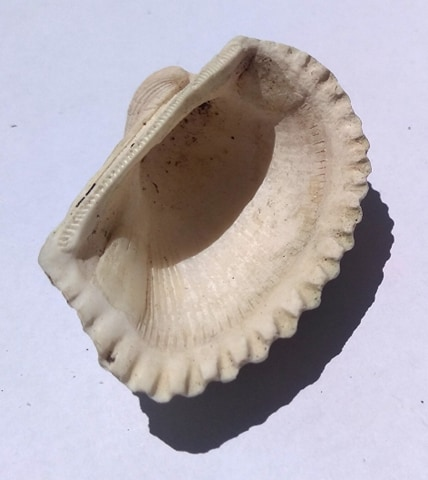
Valva de uma concha de A. notabilis, coletada em Ubatuba, região sudeste do Brasil, em 1995.

## Distribuição geográfica
Esta espécie está distribuída da Carolina do Norte e Flórida, nos Estados Unidos, até o Uruguai, passando pelas Bahamas, Bermudas, toda a América Central, Mar do Caribe, Colômbia, Venezuela e Suriname, no norte da América do Sul, e por toda a costa brasileira (até Santa Catarina, na região sul do Brasil).